# Itou (département)
Le département d'Itou est un des cinq départements composant la province de l'Ennedi Est au Tchad. Son chef-lieu est Itou.

## Subdivisions
Le département d'Itou compte cinq sous-préfectures qui ont le statut de communes :
- Itou,
- Nohi,
- Marri,
- Bachikele,
- Menou.

## Histoire
Le département d'Itou a été créé par l'ordonnance n° 038/PR/2018 portant création des unités administratives et des collectivités autonomes du 10 août 2018.

## Administration
Préfets d'Itou (depuis 2018)
- nd.